# Folo

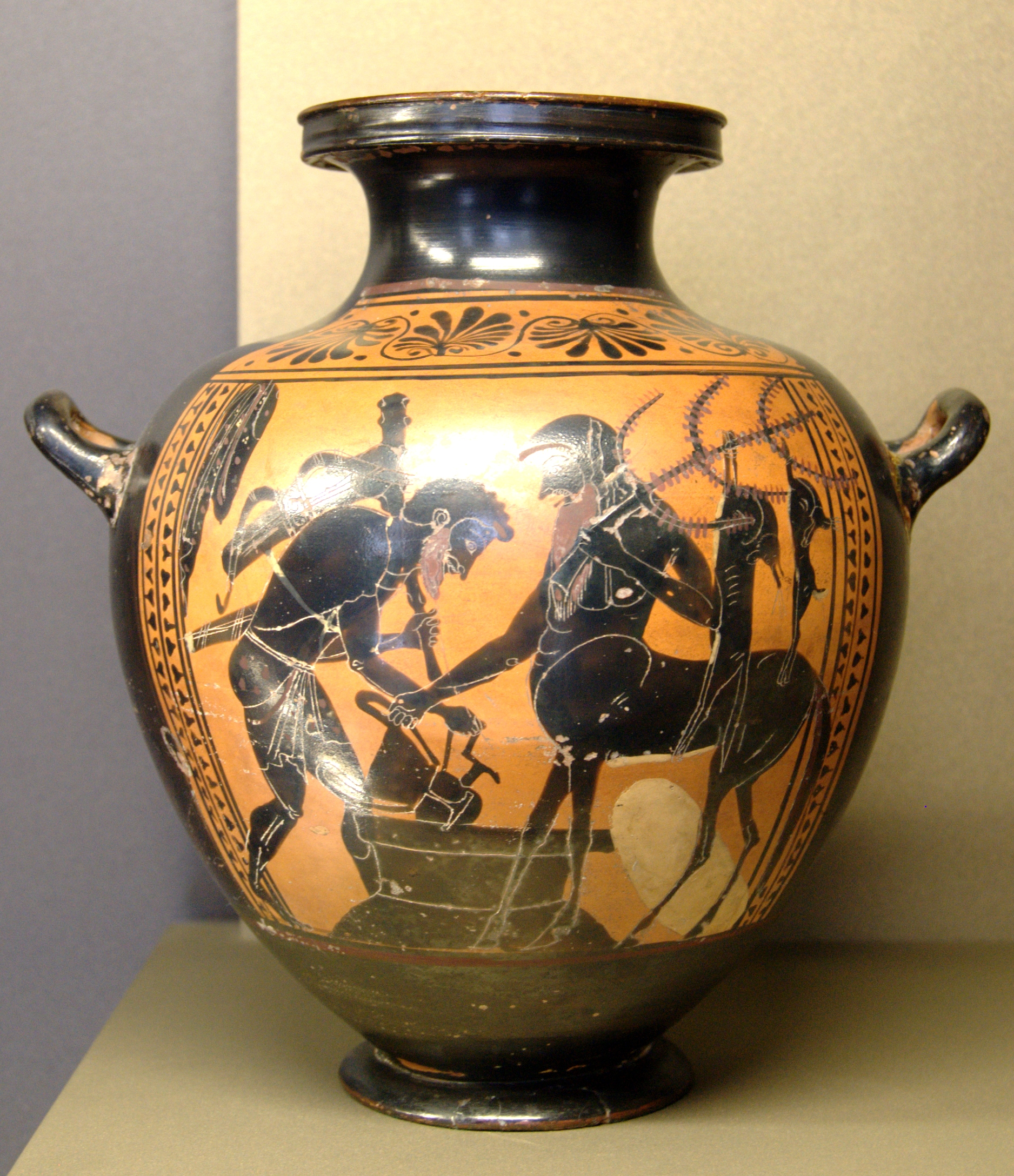
Heracles y Folo.

En la mitología griega Folo (en griego antiguo Φόλος, Phólos) era un sabio centauro y amigo de Heracles. Daba nombre al monte Foloe de Arcadia. Murió al ser alcanzado por una flecha perdida disparada por Heracles mientras este cazaba al jabalí de Erimanto, uno de sus doce trabajos.

## Características
Según Apolodoro en su Biblioteca mitológica, Folo, extrayendo una flecha de un cadáver, se admiraba de que un arma tan pequeña matara seres tan grandes, pero justo entonces se le resbaló de la mano, cayendo sobre su pie y matándolo. También afirmaba que Folo era hijo de Sileno y la ninfa Melia.
En La divina comedia Folo aparece junto con los otros centauros patrullando las orillas del río Flegetonte en el séptimo círculo del Infierno.